# Alvelos (Barcelos)
Alvelos es una freguesia portuguesa del concelho de Barcelos, con 4,22 km² de área y 2 168 habitantes (2001). Densidad de población: 513,7 hab/km².